# Tessala El Merdja
Tessala El Merdja (în arabă تسالة المرجى) este o comună din provincia Alger, Algeria.
Populația comunei este de 15.847 de locuitori (2008).